# Rok diabła
Rok diabła (cz. Rok ďábla, ang. Year of the Devil) – czeski film tragikomiczny Petra Zelenki z 2002, zrealizowany w konwencji fikcyjnego dokumentu opowiadającego historię Jaromíra Nohavicy.

## Film
Prawie wszyscy aktorzy w filmie grają samych siebie: czeski bard Jaromír Nohavica, grupa folkowa Čechomor, poeta Karel Plíhal oraz wokalista postpunkowej grupy Killing Joke, Jaz Coleman, ale fabuła opiera się na fikcyjnych biografiach muzyków, w które wplatają się wątki metafizyczne i postacie ze świata duchów.
Bohaterowie zmagają się z osobistymi kryzysami, takimi jak alkoholizm i problemy codzienności, ale też z czysto absurdalnymi jak samospalenie jednego z bohaterów.

## Oddźwięk
W Czechach film stał się wydarzeniem, które tylko w pierwszych 8 tygodniach przyciągnęło do kin 100 tys. widzów. Rok diabła został filmem kultowym. Ścieżka dźwiękowa do filmu znajdowała się na szczycie czeskiej listy przebojów przez 5 tygodni. Muzykom występującym w filmie przyniósł on dużą popularność w całej Europie.
W Polsce film dwukrotnie trafił do dystrybucji. Pierwsza polska premiera odbyła się 21 listopada 2003, druga – 25 listopada 2005 r., jednak w tej wersji film był krytykowany za braki w tłumaczeniu tekstów śpiewanych, stanowiących integralną część filmu – padały zarzuty, że dla polskiego widza film stracił przez to sporo na wartości.